# André De Shields
André De Shields (Baltimore, 12 de janeiro de 1946) é um ator, cantor, dançarino, diretor e coreógrafo estadunidense. Ele interpretou o papel de Hermes na Broadway no musical Hadestown, ganhando o Tony Award 2019 de melhor ator coadjuvante em musical e o Grammy de 2020 de melhor álbum de teatro musical por sua atuação. Na TV, ele ganhou um Emmy especial por Ain't Misbehavin (1982).